# Platylabus monotonops
Platylabus monotonops är en stekelart som beskrevs av Heinrich 1962. Platylabus monotonops ingår i släktet Platylabus och familjen brokparasitsteklar. Inga underarter finns listade i Catalogue of Life.